# Descàrrega digital de música
Una descàrrega digital (també coneguda com a baixada o descàrrega digital pagada) és un oficial i legal senzill musical disponible per comprar en botigues d'Internet. Mostres populars de botigues de música en línia que venen senzills i àlbums, són iTunes d'Apple i Napster, però el servei. En la dècada de 2000 dominava el mercat digital, però està en decadència pel canvi dels usuaris a serveis de reproducció en temps real com Spotify i Apple Music.
Les descàrregues digitals, sovint estan codificades amb DRM, que dificulta crear còpies addicionals de la música, o escoltar en algun dispositiu fabricat per la competència. La baixada legal de música existeix des del 2000. La transmissió pagada digital, pot patir del desenvolupament de tècniques que permetin l'extracció digital de cançons, abusant de la ràdio que, oferint un so de qualitat inferior, és també legal.
El single digital més venut ha estat I Gotta Feeling de The Black Eyed Peas.